# Герб Бессарабской губернии
Герб Бессара́бской губе́рнии —  официальный символ Бессарабской губернии, утверждён 5 июля 1878 года. Герб составлен в соответствии с геральдической реформой Б. Кёне.

## Описание
В лазуревом щите, золотая буйволовая голова, с червлеными глазами, языком и рогами, сопровождаемая, между рогами, золотою о пяти лучах звездою и по бокам вправо, серебряною розою о пяти листках и влево таковым же полумесяцем, обращенным влево. Кайма цветов Империи. Щит увенчан Императорскою короною и окружен золотыми дубовыми листьями, соединенными Андреевскою лентою.— Из Полного собрания законов Российской империи

## История
Русско-турецкие войны способствовали освобождению земель между Прутом и Днестром от османского владычества. По Бухарестскому мирному договору 16 мая 1812 года они были присоединены к Российской империи. После присоединения, восточная часть Молдавского княжества и Буджак получили название Бессарабская область, а с 1873 года Бессарабская губерния. С этого момента Бессарабией стали называть Бессарабскую губернию.
Герб Бессарабской области утверждён Николаем Первым 2 апреля 1826 года: «щит пересечён; в верхнем червлёном поле российский двуглавый орел с сердцевидным московским щитком на груди, венком и факелом в лапах; в нижнем золотом поле голова тура (зубра)».
Новый вариант герба принят Александром Вторым 5 июля 1878 года. Выглядел он следующим образом: «В лазуревом щите золотая голова тура (зубра), с червлёными глазами, языком и рогами, сопровождаемая, между рогами, золотой о пяти лучах звездой и по бокам вправо, серебряной розой о пяти лучах и влево таковым же полумесяцем, обращённым влево. Кайма из цветов Империи. Щит увенчан Императорской короной и окружён золотыми дубовыми листьями, соединёнными Андреевской лентой».
После провозглашения в 1917 году Молдавская демократическая республика использовала герб Бессарабской губернии без учёта чёрно-жёлто-серебряной каймы гербовых цветов Российской империи. Неофициально герб МДР как символ Молдавии использовался и в Румынии, например, для эмблемы 1930-х годов Молдавского клуба в Яссах.

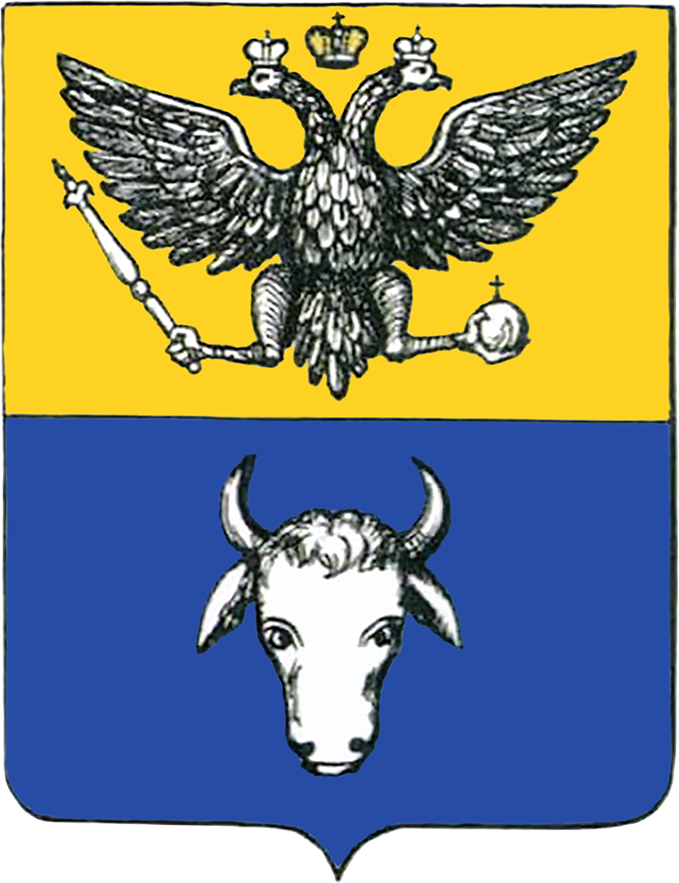
Герб Бессарабской области. 1815 г.
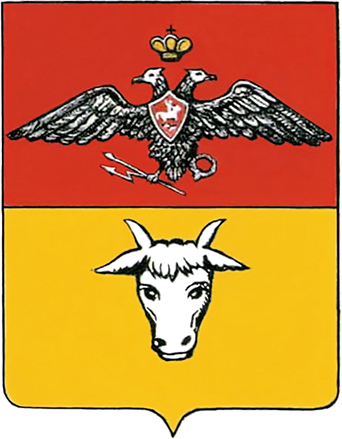
Герб Бессарабской области. Утверждён 2 апреля 1826 года
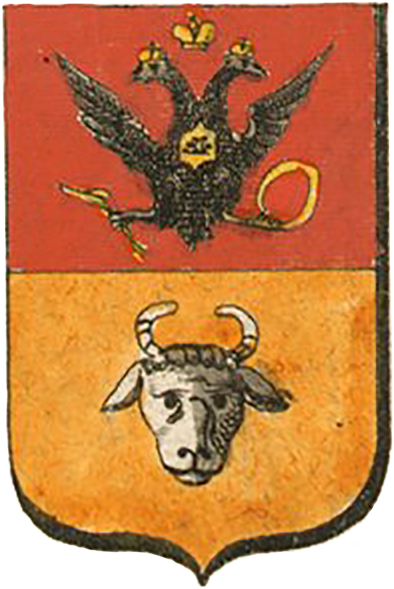
Герб Бессарабской губернии. Рисунок 1856 г.
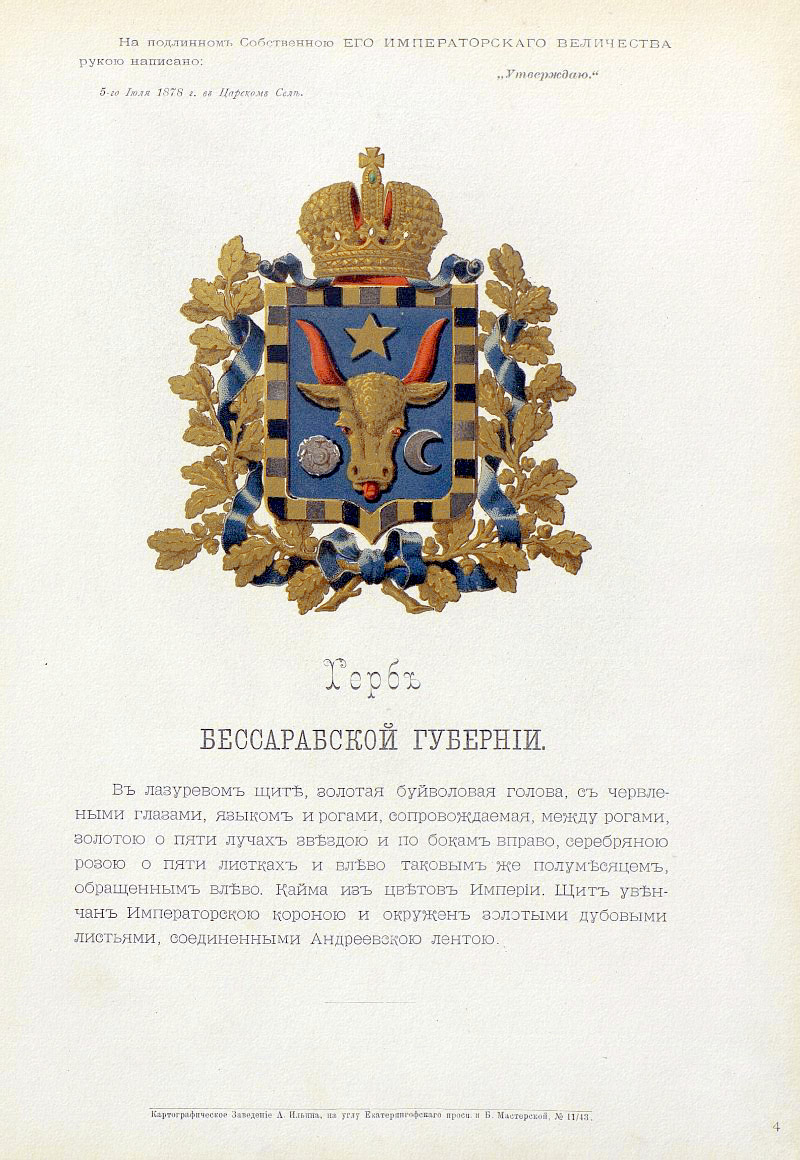
Официальное описание в Гербовнике МВД Российской Империи 1880 года
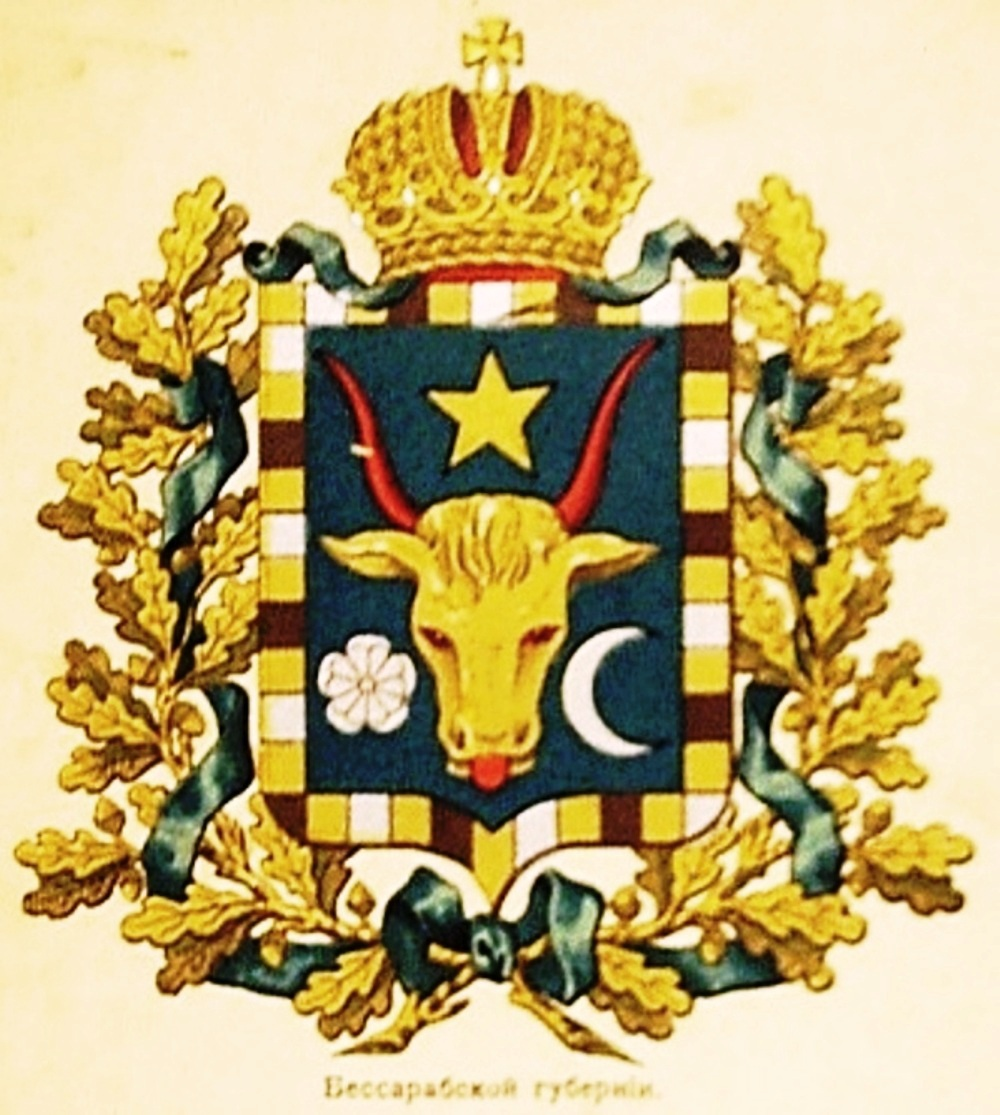
Герб из издания Сукачова, СПб
Герб МДР 1917—1918 гг.
Эмблема автоклуба в Яссах. Начало 1930-х годов